# Storia della renitenza alla leva in Italia
La storia della renitenza alla leva in Italia si estende dall'Italia preunitaria sino ad oggi.

## Nell'Italia preunitaria

### Regno di Sardegna
Uno dei primi Stati preunitari italiani ad adottare organicamente la leva obbligatoria fu il Regno di Sardegna nel 13 agosto 1802 su proposta di Francesco Melzi d'Eril e si estese con l'espansione del Regno, man mano che le operazioni militari consentivano l'annessione di altri territori: nel 1802 in Piemonte, Lombardia, Liguria ed Emilia; nel 1805 in Friuli, nel 1806 nei territori veneti a sinistra dell'Adige; e così via fino ad arrivare nelle Marche il 6 novembre 1860.
Contestualmente iniziarono verificarsi i primi casi di renitenza alla leva, che coinvolse le fasce sociali più deboli (che non potevano permettersi di perdere giovane forza lavorativa per contribuire alla chiamata) e le forze politiche contrarie all'espansione dell'impero napoleonico (giacobini, anarchici e seguaci di Filippo Buonarroti). Il numero di renitenti (o refrattari) fu sin da subito molto rilevante: a fronte di una richiesta di arruolamento nel Regno di Sardegna, da parte dei francesi nel periodo 1800-1814, stimato da molti storici in 85.000 unità, si calcolano nel solo quadriennio 1807-1810 quasi 22.000 renitenti.; Il 12 gennaio 1811 fu decretato un premio di 25 franchi per l'arresto dei renitenti. Napoleone chiese al consiglio di stato di estendere pure ai genitori le misure repressive contro la renitenza, ed ottenne la facoltà del prefetto di spedire i garnisaires a casa del refrattario. Queste colonne mobili di soldati, che operarono fino al febbraio 1812, si stabilivano a casa dei parenti
del fuggiasco, facendosi mantenere vitto e alloggio fino a quando il ricercato non si costituiva; secondo un rapporto del 25 aprile 1812 del ministro della guerra alla segreteria di stato, i garnisaires contribuirono a recuperare in meno di due anni 63.000 renitenti e disertori.
Quando in paese non c'erano medici e parroci compiacenti a produrre certificati di esenzione, furono molti i casi di autolesionismo e tentativo di suicidio per sottrarsi alla chiamata: nella leva del 1811 a Genova, si presentarono addirittura 50 coscritti con l'indice destro amputato, tutti muniti di certificato del sindaco attestante il caso fortuito.
Il primo caso di renitenza documentato per motivi ideali risale al 12 gennaio 1807 e riguarda un pittore di Bra, Operto, che al momento dell'estrazione dei coscritti della sua città dichiarò di non voler partecipare perché uomo libero e non schiavo e per questo fu incarcerato.

### Repubblica di Venezia
La Repubblica di Venezia non ha mai adottato la coscrizione, se non nel tardo XVIII secolo, in precedenza si ricorreva ad uso massiccio di truppe mercenarie e solo successivamente alla mobilitazione della cittadinanza. Gli abitanti delle Valli del Natisone (in assoluta maggioranza di lingua slovena) godevano oltre a un'ampia autonomia amministrativa e giudiziaria, dell'esenzione dal servizio militare. In compenso erano tenuti alla sorveglianza dei cinque passi delle valli dell'Isonzo e del Judrio: Pulfero, Luico, Clabuzzaro, Clinaz e San Nicoló. Si erano organizzati corpi di guardia di 200 effettivi che impedivano l'arrivo di soggetti indesiderati nelle valli.
Col passaggio al regime napoleonico del Regno Italico la legge di coscrizione fu varata il 4 agosto 1806. Lo stesso giorno fu decretata una leva veneta di 1.000 uomini, a cui erano soggetti tutti gli individui tra i 20 ed i 25 anni: l'annuncio provocò tumulti, specialmente in Carnia e nelle vallate tra i Berici e le Prealpi vicentine, con vere insurrezioni nel distretto di Orgiano e nelle valli di Trissino e Valdagno, dove gli abitanti si ritirarono in montagna. Per reprimere i disordini fu necessario inviare circa 9.000 soldati francesi. Il consiglio comunale di Venezia chiese di essere esonerato dalla requisizione militare, richiesta respinta il 25 ottobre dal ministro della guerra. La città ci mise otto mesi per saldare la sua quota di 31 requisiti.
A ciò conseguì una notevole diffusione della renitenza, attraverso la fuga verso territori esteri, fenomeno perdurò durante il passaggio alla dominazione asburgica, infatti nel Regno Lombardo-Veneto venne introdotta la leva obbligatoria alla quale erano soggetti gli individui a partire dal 20º anno di età con una durata della ferma di otto anni, alla quale per la prima volta furono assogettati anche gli abitanti delle valli.

## L'unità d'Italia e la renitenza in Sicilia nel 1861
Il servizio di leva - già obbligatorio nello Stato sabaudo con la riforma La Marmora (legge 20 marzo 1854 n. 1676) - dopo l'unità d'Italia venne esteso progressivamente a tutti i territori della penisola; ciò fu delle concause del brigantaggio postunitario italiano.
In realtà, servizio militare era già obbligatorio anche sotto il Regno di Napoli, ma un certo tipo di mentalità ostile alle leggi, unita al fatto che la mafia siciliana, come la camorra e la 'ndrangheta, era profondamente radicata fece sì che in Sicilia ci fosse una renitenza tollerata dal regno borbonico. La risposta al nuovo stato, meno disposto a compromessi illegali, fu di una diffusa renitenza alla leva, che peraltro contribuì ad incrementare i fenomeni di brigantaggio postunitario in Sicilia, cui seguì oltre che ad una forte repressione, anche l'estensione all'isola della legge Pica.
Un anonimo compose una nota canzone:
Vulemu a Garibaldi

c'un pattu: senza leva.

E s'iddu fa la leva

canciamu la bannera.

Lallararera, lallararà.

Vogliamo Garibaldi

ma ad un patto: senza leva

Se poi lui fa la leva

cambiamo bandiera

Lallararera, lallararà.
Il governo proclamò lo stato d'assedio, ed inviò il generale Giuseppe Govone che introdusse nell'isola, come affermò lo storico Franco Molfese:
Fu una fase estremamente critica, tuttavia la leva venne introdotta nell'isola con la legge 30 giugno 1861, n. 63, per i nati nel 1840. Successivamente la legge 13 luglio 1862 n. 696 introdusse la leva obbligatoria per tutte le province dello Stato.

## Prima guerra mondiale
Durante la prima guerra mondiale la renitenza divenne di massa. Furono celebrati 470.000 processi per renitenza (370.000 furono contro emigrati che non erano rientrati) e oltre un milione per diserzione e per altri gravi reati (procurata infermità, disobbedienza aggravata, ammutinamento). La repressione si intensificò dopo la rotta di Caporetto che produsse un vero e proprio sciopero militare, come lo definì il generale Cadorna, con le decimazioni a livello di reparto. La protesta contro la guerra investì anche la popolazione civile: il malcontento popolare culminò nella rivolta di Torino dell'agosto 1917. 
Disertori e renitenti della guerra 1915-18 furono così numerosi che fu necessaria un'amnistia, promulgata nel 1919 dal Presidente del Consiglio Francesco Saverio Nitti.
I dati ufficiali dicono che su 5 milioni e 200 000 chiamati alle armi ci sono state 210 condanne per renitenza o diserzione. Un numero rilevante di casi riguardò emigranti rimasti all'estero.
Molti casi di renitenza per motivi politici, morali o religiosi sono documentati. Nel 1908 Luigi Luè, classe 1878, inviò a Leone Tolstoi una cartolina illustrata nella quale dichiarava il suo rifiuto di essere soldato. Nel 1917 si rifiutò di andare a combattere al fronte e fu condannato a sette anni di reclusione. Fu scarcerato con l'amnistia del 1919. Remigio Cuminetti, nato nel 1890 in provincia di Torino, nel 1915 si rifiutò di andare al fronte per le sue motivazioni religiose (era testimone di Geova) e per questo soffrì il carcere e il manicomio. Giovanni Gagliardi di Castelvetro Piacentino, che soffrì la reclusione in manicomio, nel suo libretto manoscritto intitolato Guerra e Coscienza, composto tra il 1915 e il 1918, spiegò i motivi della sua opposizione alla guerra.

## Seconda guerra mondiale

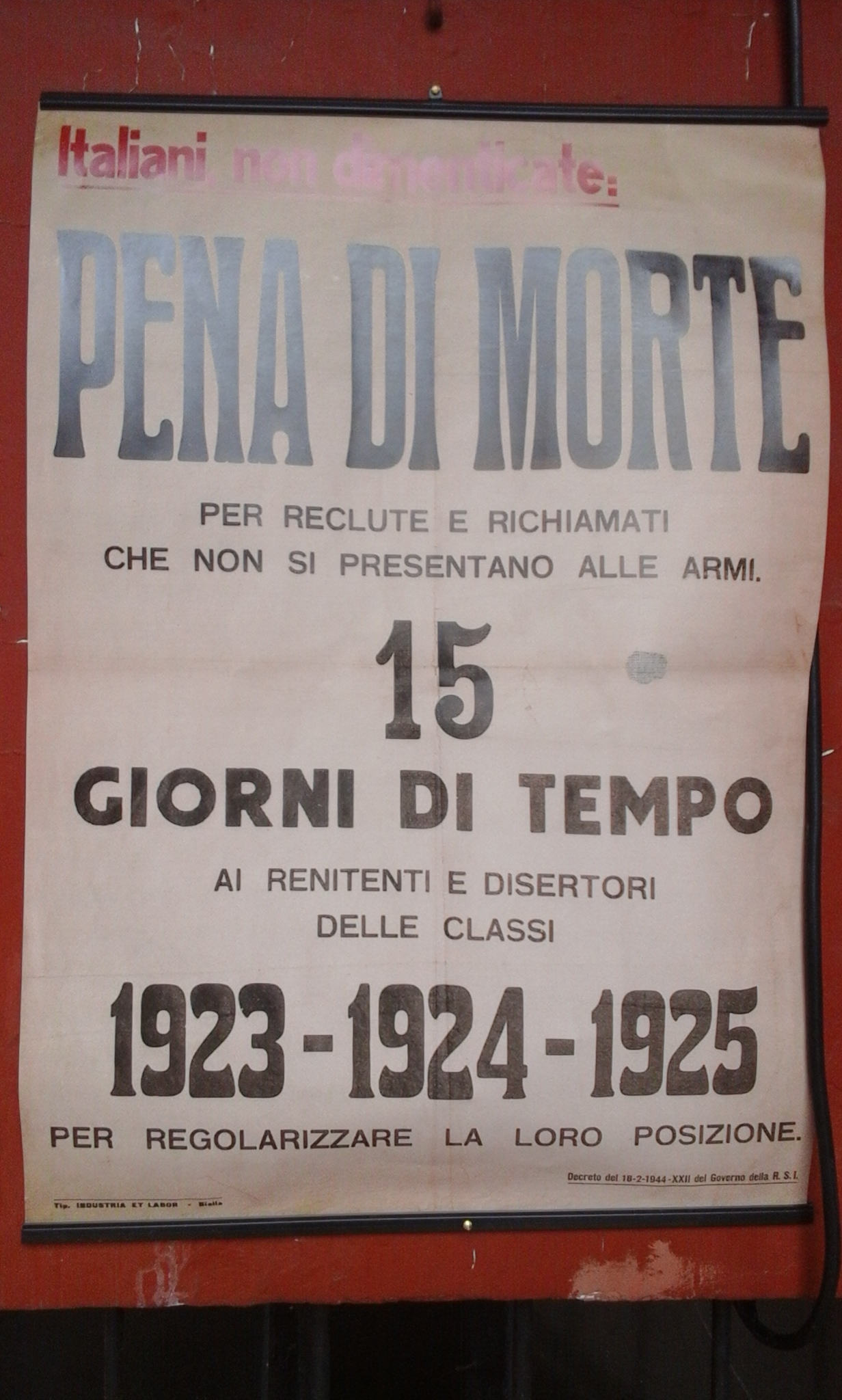
manifesto esposto nella caserma di Via Asti a Torino

Durante il primo dopoguerra la renitenza assunse dimensioni notevoli; nella chiamata alle armi delle classi 1923-1925,  su 180.000 giovani in età di leva, solo 87.000 si presentarono ai distretti militari.
Durante la seconda guerra mondiale piemontesi, valdostani e liguri fuggivano in Francia, altri si nascondevano nelle montagne o si univano ai partigiani. I renitenti alla leva furono condannati a pene detentive e, nei casi più cruenti, alla pena di morte. Il 9 novembre 1943 sui quotidiani apparve la pubblicazione di un bando non firmato (ma attribuito al maresciallo Graziani) che prometteva la pena di morte a renitenti e disertori "mediante la fucilazione nel petto". "In caso di mancata presentazione dei militari soggetti alla predetta chiamata, oltre alle pene stabilite dalle vigenti disposizioni del codice militare di guerra, saranno presi immediati provvedimenti anche a carico dei capi famiglia”. In molti casi, come per i Martiri del Campo di Marte a Firenze, la condanna fu eseguita.
Uno dei fenomeni più vasti di renitenza, legato ad ambienti anarchici, fu quello che avvenne in Sicilia tra il dicembre 1944 e il gennaio 1945 che coniò lo slogan Nonsiparte e portò a rivolte e tumulti sanguinosi (decine di morti, un centinaio di feriti, centinaia di migliaia di denunciati, secondo le cifre ufficiali) contro l'arruolamento per combattere i tedeschi.

## Dal secondo dopoguerra ad oggi
Nel 1978 in un processo per diffamazione contro i giornalisti Luciana Castellina e Carlo Ricchini, il Tribunale di Roma prosciolse gli imputati, essendo risultato che effettivamente Giorgio Almirante aveva firmato, nel maggio 1944, un manifesto che annunciava la condanna a morte per renitenti alla leva e disertori.